# Pohonia
Pohonia (ukr. Погоня) – wieś na Ukrainie, w obwodzie iwanofrankiwskim, w rejonie tyśmienickim.
Pod koniec XIX wieku wieś leżała w Galicji, w powiecie tłumackim. 
W II Rzeczypospolitej wieś w powiecie tłumackim województwa stanisławowskiego.
W latach 1941–1945 nacjonaliści ukraińscy z OUN-UPA zamordowali tutaj 30 Polaków.